# علي بلنغ (درونة)
علي بلنغ (بالفارسية: علی‌پلنگ) هي قرية تقع في إيران في قسم درونة الريفي (مقاطعة بردسكن). يقدر عدد سكانها بـ 0 نسمة بحسب إحصاء 2016.